# Cyanea koolauensis
Cyanea koolauensis là loài thực vật có hoa trong họ Hoa chuông. Loài này được Lammers, Givnish & Sytsma mô tả khoa học đầu tiên năm 1993.